# 柿埜真吾
柿埜 真吾（かきの しんご、1987年 - ）は、日本の思想史家、経済学者。高崎経済大学非常勤講師。

## 略歴
2010年、学習院大学文学部哲学科を卒業。2012年、学習院大学大学院経済学研究科修士課程修了。2013～2014年、立教大学兼任講師。20年より高崎経済大学非常勤講師。
主な論文に「バーリンの自由論」「戦間期英国の不況に関する論争史」などがある。

## 著書
- 『ミルトン・フリードマンの日本経済論』　PHP新書
- 『自由と成長の経済学 「人新世」と「脱成長コミュニズム」の罠』　PHP新書

## 共著
- 『自由な社会をつくる経済学』（岩田規久男）　読書人